# Bertya gummifera
Espèce
Bertya gummifera est une espèce de plantes à fleurs de la famille des Euphorbiaceae,,. Elle est endémique de la Nouvelle-Galles du Sud.

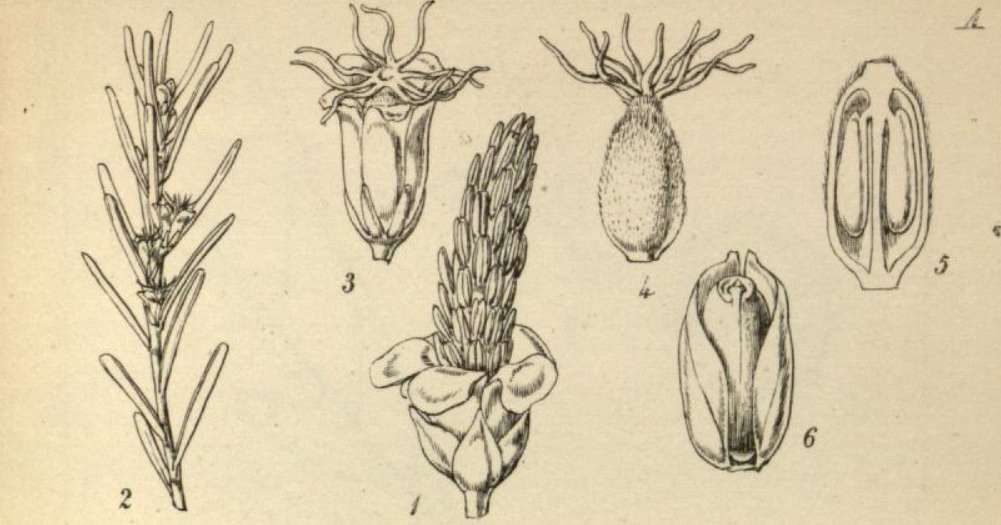
Bertya gummifera.

## Description

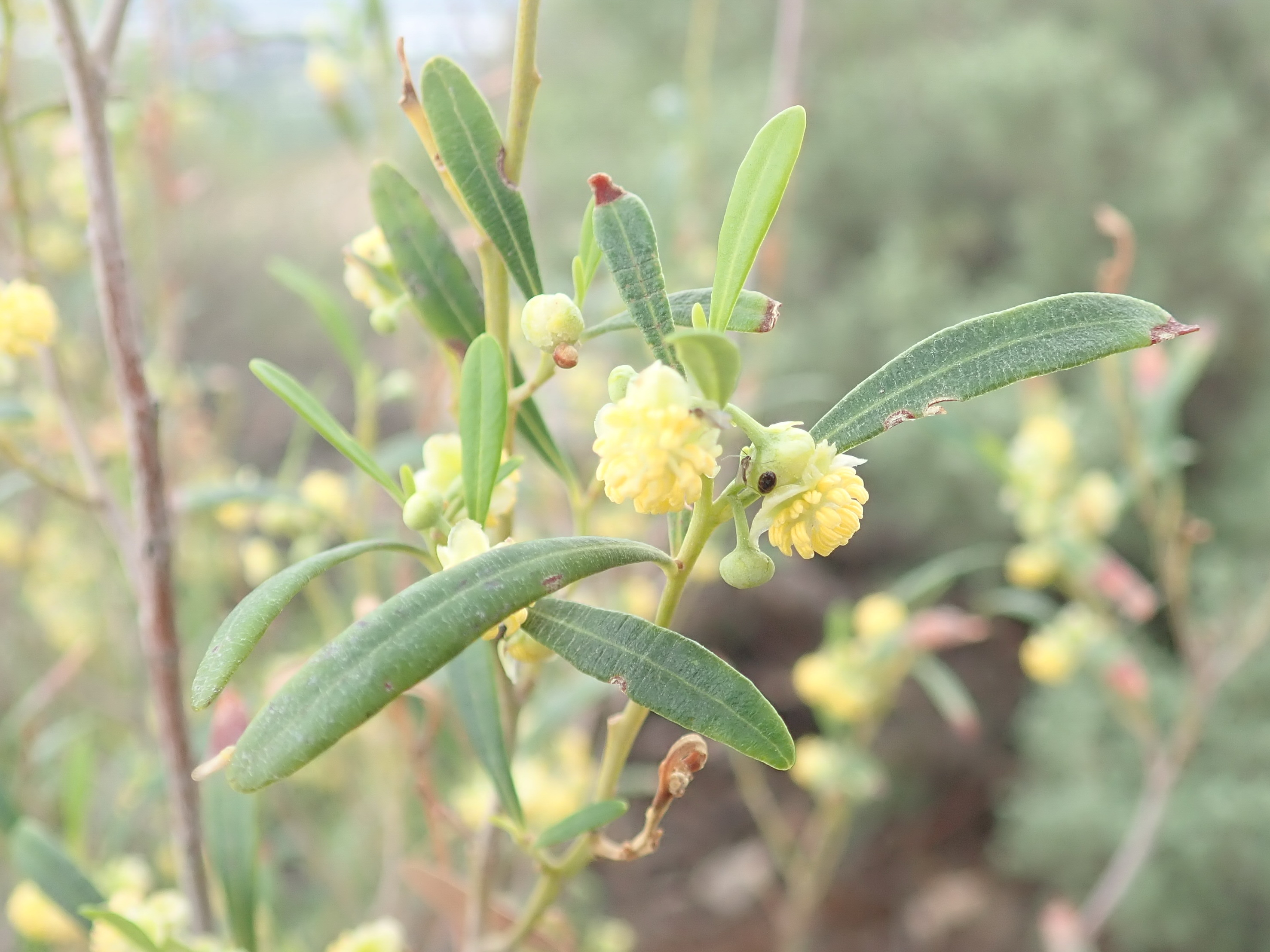
Fleur mâle.

Bertya gummifera est un arbuste collant, poussant de 1 à 2 m de haut. Les jeunes pousses sont couvertes de longs poils blanchâtres, qui persistent parfois sur les tiges, mais la plupart de la plante les perd et devient rugueuse et glabre avec l'âge. Les feuilles à surface rugueuse mesurent de 10 à 50 mm de long et environ 2 mm de large, et leurs bords sont enroulés vers le bas à partir de la surface supérieure (tournantes). Les fleurs (avec ou sans pédoncule) sont groupées et comportent 5 à 8 bractées. Les fleurs mâles ont des bractées extérieures triangulaires qui sont plus courtes et moins larges que les bractées intérieures et les segments du périanthe mesurent environ 4 mm de long et sont d'un brun rougeâtre. Les fleurs femelles ont des bractées plus étroites et les segments du périanthe s'élargissent et renferment le fruit. Il fleurit au printemps. La capsule mesure jusqu'à 12 mm de long et environ 7 mm de diamètre . 

## Répartition et habitat
Bertya gummifera a pour aire de répartition l'est du centre de la Nouvelle-Galles du Sud. C'est un arbuste qui pousse principalement dans le biome subtropical. Il pousse dans les forêts et souvent dans les zones de grès.

## Systématique
Le nom correct complet (avec auteur) de ce taxon est Bertya gummifera Planch.
L'espèce a été décrite pour la première fois sous le nom de Bertya gummifera par le botaniste Jules Émile Planchon en 1845
Bertya gummifera a pour synonymes :
- Bertya gummifera var. genuina Müll.Arg.
- Bertya neglecta Dummer
- Bertya polymorpha var. mitchelliana Baill.
- Croton gummifer A.Cunn.
- Croton gummifer A.Cunn. ex Planch.
- Croton gummiferus A.Cunn.
- Croton gummiferus A.Cunn. ex Planch.